# Distrikt Nwoya
Nwoya ist ein Distrikt im Norden von Uganda. Wie die meisten Distrikte in Uganda, ist es nach seinem wichtigsten kommunalen, administrativen und kommerziellen Zentrum, Nwoya, der Hauptstadt des Distrikts, benannt.

## Geografie
Der Distrikt wird von dem Distrikt Amuru im Norden, dem Distrikt Gulu im Nordosten, dem Distrikt Oyam im Osten, dem Distrikt Kiryandongo im Südosten, dem Distrikt Masindi im Süden und dem Distrikt Buliisa im Südwesten begrenzt. Nwoya, das wichtigste politische, administrative und kommerzielle Zentrum des Distrikts, liegt etwa 44 Kilometer südwestlich der Stadt Gulu, dem größten Ballungsraum der Region. Dieser Ort ist ungefähr 330 Kilometer (per Straße) nördlich der Stadt Kampala, der Hauptstadt von Uganda und der größten Metropolregion, entfernt. Der Distrikt ist Teil der Region Acholi. Die Fläche des Distrikts beträgt 4736,2 km².

## Geschichte
Der Distrikt besteht seit dem 1. Juli 2010. Von 2006 bis zu diesem Datum war er ein Teil des Distrikts Amuru, der wiederum vor 2006 ein Teil des Distrikts Gulu war. Das  Parlament von Uganda legt Anzahl und Grenzen der Distrikte fest.

## Demografie
Im Jahr 1991 wurden 37.900 Einwohner, im Jahr 2002 41.010 Einwohner gezählt. Im Jahr 2012 wurde die Distriktsbevölkerung auf 54.000 Einwohner geschätzt, die Zählung von 2014 ergab die jedoch den deutlich höheren Wert von 133.506 Einwohnern. Für 2020 wurden 236.000 Einwohner geschätzt.

## Wirtschaft
Vor 2013 waren Subsistenzwirtschaft und Viehzucht die Hauptwirtschaftquelle in dem Distrikt. In jüngster Zeit wurden Erdöllagerstätten gefunden und eine stärkere kommerzielle Förderung wird geplant.

## Sehenswürdigkeiten und Natur
In dem Distrikt liegt der Murchison-Falls-Nationalpark, sowie mehrere bekannte Wasserfälle.

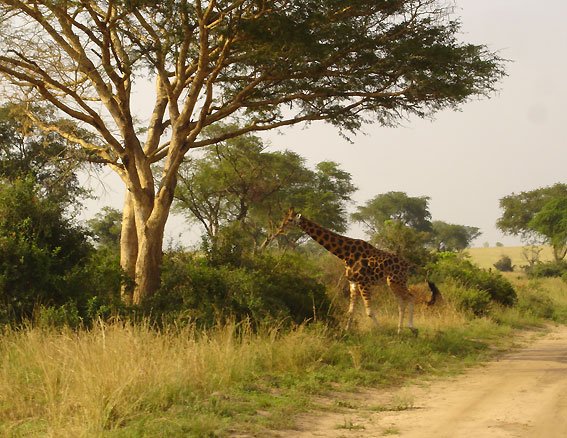
Murchison-Falls-Nationalpark
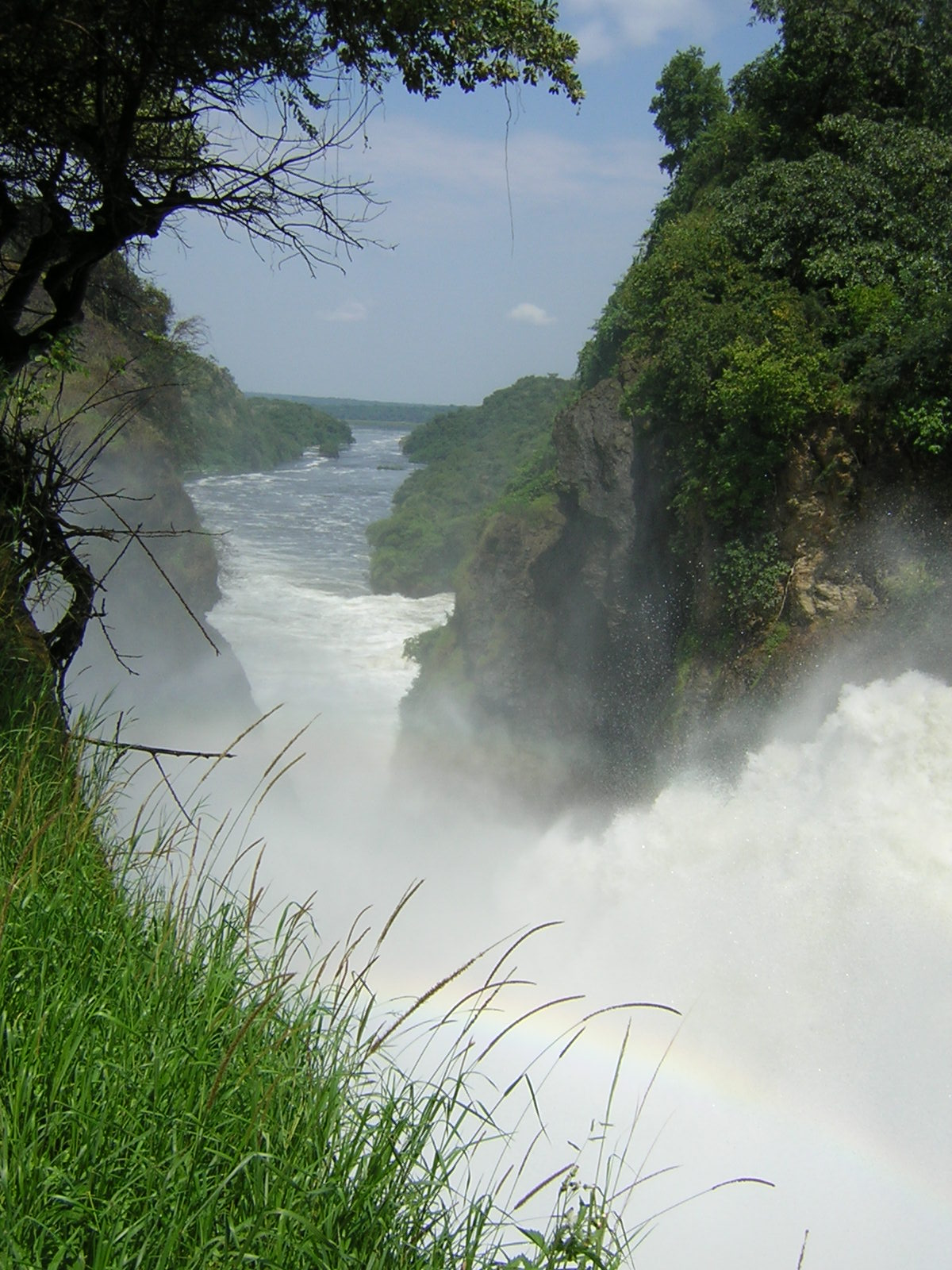
Murchison Falls
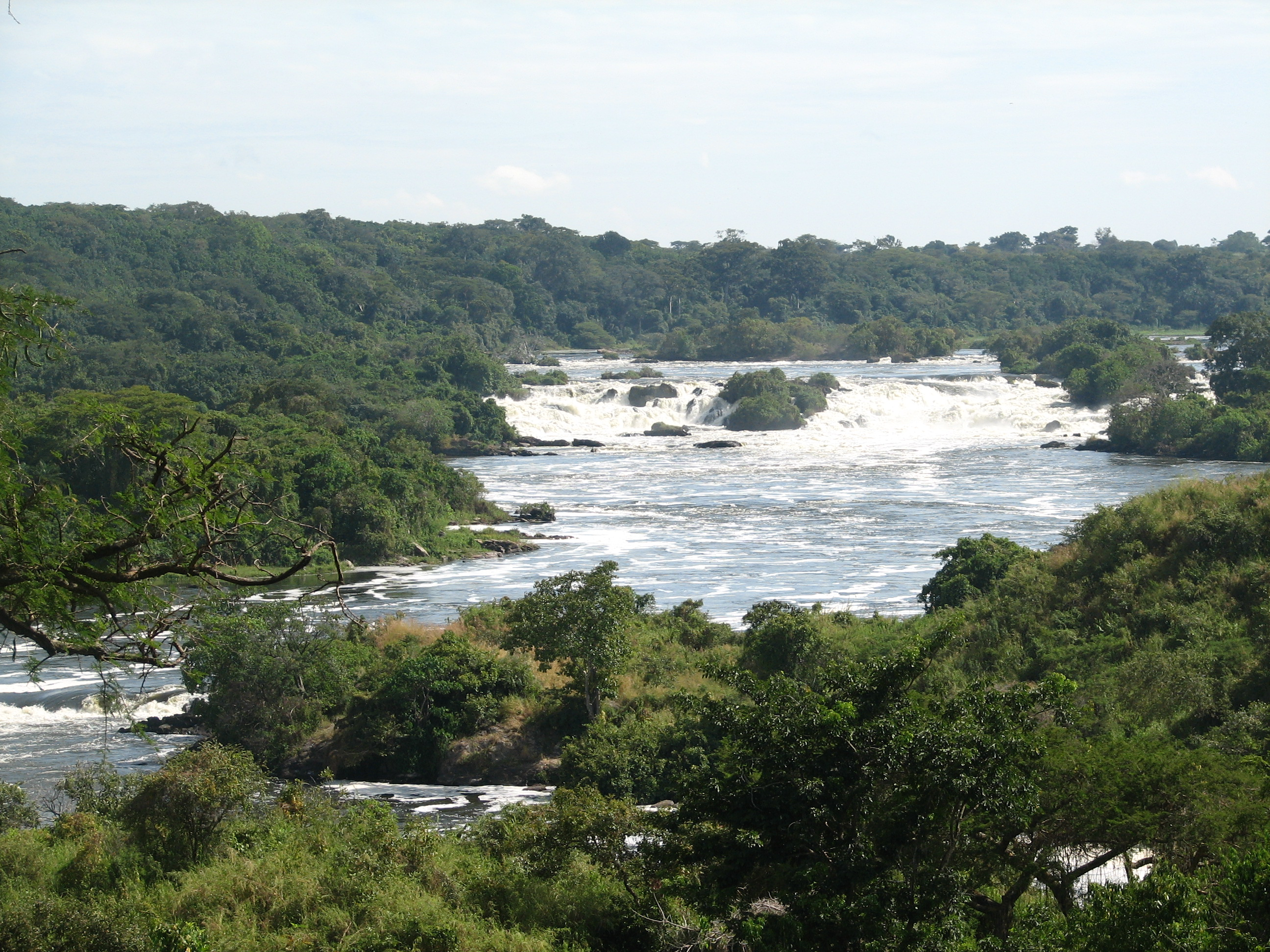
Karuma Falls